# Luís Rômulo Perez de Moreno
Luís Rômulo Perez de Moreno (? — ?) foi um político brasileiro.
Foi presidente da província de Alagoas, nomeado por carta imperial de 20 de novembro de 1872, de 22 de dezembro de 1872 a 12 de abril de 1874.